# تکرار (آرایه ادبی)
تکرار از آرایه‌های ادبی است که به معنی دوباره یا چندباره آوردن واژه‌ای است، به گونه‌ای که بتواند بر موسیقی درونی بیفزاید و تأثیر سخن را بیشتر سازد. تکرار بیشتر در اشعار مولوی دیده می‌شود، پس از پروین اعتصامی بیشترین میزان تکرار در اشعار حافظ و سعدی است.
- ‌ مثال

| دنیا همه هیچ و اهل دنیا همه هیچ |  | ای هیچ برای هیچ بر هیچ مپیچ |

- ‌ مثال

| هم نظری، هم خبری، هم قمران را قمری |  | هم شکر اندر شکر اندر شکر اندر شکری |

- ‌ مثال

| هبدیدم حسن را سرمست می‌گفت |  | بلایم من، بلایم من، بلایم |

- ‌ مثال

| ای جان جان جان ما، ما نامدیم از بهر نان |  | برجه، گدارویی مکن، در بزم سلطان ساقیا |

تصدیر نوعی از تکرار است، که در آن واژه‌ای در آغاز و پایان بیتی دوباره آورده می‌شود.
- ‌ مثال

| آدمی در عالم خاکی نمی‌آید به دست |  | عالمی دیگر بباید ساخت وز نو آدمی |

- ‌ مثال

| بماناد این گل اندر دست رامین |  | گو با او جام می ‌بر دست رامین |

- ‌ مثال

| چنین حال و چنین مال و چنین جای |  | گدلاویز و دل‌افروز و دلارای |

- ‌ مثال

| نه موبد بیند از من شادکامی |  | گنه من بینم ز موبد نیکنامی |

- ‌ مثال

| ای ذبیح الله ز قربانگاه عشق |  | بر مگرد و جان بده در راه عشق |

- ‌ مثال

| نفس نفس اگر از باد نشنوم بویش |  | زمان زمان چو گل از غم کنم گریبان چاک |

برخی تطریز را نیز نوعی از تکرار دانسته‌اند. در اصطلاح معانی یکی از انواع اطناب است.